# 朝鮮労働党第7期中央委員会
朝鮮労働党第7期中央委員会（ちょうせんろうどうとうだい7きちゅうおういいんかい、朝鮮語：조선로동당 제7차중앙위원회）は、朝鮮民主主義人民共和国（北朝鮮）の執権政党・朝鮮労働党が2016年の第7回党大会で選出した中央委員会である。

## 委員構成
※2016年5月9日（朝鮮労働党第7次大会終了）時点

### 最高指導者
- 朝鮮労働党委員長：金正恩

### 政治局
- 政治局常務委員会委員：金正恩、金永南、黄炳瑞、朴奉珠、崔竜海
- 政治局員：金正恩、金永南、黄炳瑞、朴奉珠、崔竜海、金己男、崔泰福、李洙墉、金平海、呉秀容、郭範基、金英哲、李万建、楊亨燮、盧斗哲、朴永植、李明秀、金元弘、崔富日
- 政治局員候補：金秀吉、金能五、朴泰成、李容浩、任哲雄、趙延俊、李炳鉄、努光鉄、李永吉

### 中央政務局
- 党委員長：金正恩
- 党中央委員会副委員長：崔竜海、金己男、崔泰福、李洙墉、金平海、呉秀容、郭範基、金英哲、李万建

### 中央軍事委員会
- 委員長：金正恩
- 委員：黄炳瑞、朴奉珠、朴永植、李明秀、金英哲、李万建、金元弘、崔富日、金慶玉、李永吉、徐洪燦

### 中央委員会部長
金己男、李洙墉、金平海、呉秀容、金英哲、李万建、李日煥、安正秀、李哲万、崔相建、李永来、金正任、金仲協、金万成、金勇帥

### 労働新聞
- 責任主筆：李英植

### 中央検閲委員会
- 委員長：洪仁範
- 第一副委員長：鄭明鶴
- 副委員長：李得男
- 委員：金栄歓、金今哲、金勇鮮、金明哲

### 中央検査委員会
- 委員長：崔勝浩
- 副委員長：朴明順
- 委員：桂永三、趙正浩、金京男

### 中央委員
第7次党大会において以下の129人が中央委員会委員に選出された。
金正恩、金永南、黄炳瑞、崔竜海、朴奉珠、金己男、崔泰福、李勇武、呉克烈、李明秀、姜錫柱、郭範基、呉秀容、金英哲、楊亨燮、金元弘、金平海、朴永植、盧斗哲、崔富日、趙延俊、金勇進、任哲雄、金徳勲、李武栄、李哲万、李日煥、李万建、安正秀、崔相建、李永来、金正任、金仲協、金万成、洪仁範、金慶玉、李在一、崔輝、李炳鉄、金勇帥、趙永元、李英植、金与正、洪承武、朴道春、金永春、玄哲海、李永吉、徐洪燦、金正覚、努光鉄、金正覚、尹東弦、金炯龍、趙南進、廉哲成、趙慶哲、朴正天、尹英植、金洛兼、李勇柱、崔永鎬、魏成日、方斗燮、李成国、楊東勲、李泰燮、朴寿日、金相竜、金今哲、金英福、金明男、金松哲、李昌漢、韓昌淳、尹正麟、金城徳、李勇煥、盧慶駿、崔永林、洪仙玉、金永浩、趙春竜、金鉄万、李洙墉、金萬寿、張赫、董正浩、李竜男、金勝斗、張基浩、張徹、金貞淑、金桂冠、金東日、張昌河、李弘燮、李容浩、朱英植、全勇男、張炳奎、張正男、姜弼勲、金秀吉、朴泰成、姜陽貌、金能五、朴英浩、朴泰徳、金才龍、朴正南、全承勲、金成日、李相元、林景万、太鐘守、李光哲、全景善、呉文賢、朴重根、崔英徳、李忠植、高炳賢、李鳳徳、鄭仁国、崔明哲、太炯哲、洪舒憲、全日浩

### 中央委員候補
第7次党大会において以下の106人が中央委員会委員候補に選出された。
全日春、金成男、鄭明鶴、金熙澤、姜冠日、金勝淵、金炳浩、金正植、尹東哲、董永日、韓光相、崔斗勇、李鳳春、宋錫元、姜淳南、宋英健、高明洙、金光秀、許成日、李英哲、李徹、金光赫、許永春、孫哲柱、張東雲、車慶日、呉琴鉄、金明植、康基燮、李国俊、宋駿渉、文明学、金勇光、姜宗官、李学哲、李春三、高吉善、韓竜国、李鍾国、金在成、金光哲、権成浩、崔日龍、趙英哲、姜英哲、奇光浩、金京準、姜英秀、文応兆、姜河国、朴春南、李宗茂、李忠吉、金千均、王昌玉、柳哲宇、白峰善、朴元学、李慧正、安東春、李川花、黄順姫、朱奎昌、金斗日、姜鳳勲、李承浩、朱永吉、李明吉、金正順、姜允石、申運学、金亨俊、池在竜、車熙林、姜炯奉、金栄哲、金東日、尹在学、朴昌範、咸世鎮、呉春英、車鎮順、崔鳳浩、鄭夢弼、李昌吉、張敬哲、李成権、楊勝虎、宋広哲、趙賢文、金忠傑、韓成南、宋基哲、崔燦乾、金光南、明松哲、林春成、李亨根、張明学、金勝日、鄭日万、金明植、金哲洙、明善英、許光日、李民哲

## 中央委員会総会

### 第7期党中央委員会第1回総会
第7期党中央委員会第1回総会は、第7回党大会最終日の2016年5月9日に開催された。
総会では党規約の改正によって新設された朝鮮労働党委員長に金正恩を選出したほか、以下の幹部を選出した。
- 朝鮮労働党委員長：金正恩

- 政治局

- 政治局常務委員：金正恩、金永南、黄炳瑞、朴奉珠、崔竜海
- 政治局員：金正恩、金永南、黄炳瑞、朴奉珠、崔竜海、金己男、崔泰福、李洙墉、金平海、呉秀容、郭範基、金英哲、李万建、楊亨燮、盧斗哲、朴永植、李明秀、金元弘、崔富日
- 政治局員候補：金秀吉、金能五、朴泰成、李容浩、任哲雄、趙延俊、李炳鉄、努光鉄、李永吉

- 中央政務局

- 党委員長：金正恩
- 党中央委員会副委員長：崔竜海、金己男、崔泰福、李洙墉、金平海、呉秀容、郭範基、金英哲、李万建

- 党中央軍事委員会

- 委員長：金正恩
- 委員：黄炳瑞、朴奉珠、朴永植、李明秀、金英哲、李万建、金元弘、崔富日、金慶玉、李永吉、徐洪燦

- 中央委員会部長

※担当部局は公表されていない。西側諸国の報道等で判明した部局のみ掲載し、他は役職不明とした。
- 宣伝扇動部長：金己男
- 国際部長：李洙墉
- 統一戦線部長：金英哲
- 組織指導部長：不明
- 担当役職不明：金平海、呉秀容、李万建、李日煥、安正秀、李哲万、崔相建、李英来、金正任、金仲協、金万成、金勇帥

- 労働新聞

- 責任主筆：李英植

- 中央検閲委員会

- 委員長：洪仁範
- 第一副委員長：鄭明鶴
- 副委員長：李得男
- 委員：金栄歓、金今哲、金勇鮮、金明哲

- 中央検査委員会

- 委員長：崔勝浩
- 副委員長：朴明順
- 委員：桂永三、趙正浩、金京男

### 第7期党中央委員会第2回総会
第7期党中央委員会第2回総会は2017年10月7日に開催され、以下の2項目を議題とした。
1. 現情勢に対処した当面のいくつかの課題について
2. 組織問題

このうち、「組織問題」では、金正日政権時代から要職を務めてきた金己男（政治局員・宣伝扇動部長）と崔泰福（政治局員・最高人民会議議長）が解任されたほか、金正恩の実妹である金与正が政治局員候補に選出された。
総会で選出された党幹部は以下の通り。
- 政治局常務委員：変動なし
- 政治局員：朴光浩、朴泰成、太宗秀、安正秀、李容浩
- 政治局員候補：崔輝、朴太徳、金与正、鄭敬沢
- 党中央委員会副委員長：朴光浩、朴泰成、太宗秀、朴太徳、安正秀、崔輝
- 党中央軍事委員会委員：崔竜海、李炳鉄、鄭敬沢、張吉成
- 中央委員（中央委員候補からの昇格）：金炳鎬、金明植、金正植、崔斗用
- 中央委員（補選）：李周午、全光虎、高人虎、崔東明、梁元戸、金光革、弘永七、金明吉、金斗日、梁正訓、李煕用、許哲用
- 中央委員候補：申龍万、劉進、申永鉄、張吉成、朱成男、林光雄、張龍植（朝鮮語版）、金勇虎、玄松月、馬園春、廉哲粹、宋春燮、張俊尚、金英才、金春道、金昌光、金永奎、趙峻募、申永哲、金昌葉、張春実、朴鉄民、朴文好、崔昇龍、崔楽賢、許峯日、金光英、孫泰鉄
- 中央委員会部長

※担当部局は公表されていない。西側諸国の報道等で判明した部局のみ掲載し、他は役職不明とした。
- 組織指導部長：崔竜海
- 宣伝扇動部長：朴光浩
- 担当役職不明：太宗秀、金勇帥、梁元戸、朱永植、申龍万

- 労働新聞社責任主筆：金炳鎬
- 党中央委員会検閲委員会委員長：趙延俊
- 道党委員長：金斗日（平安南道党委員長）、梁正訓（黄海北道党委員長）、李煕用（咸鏡北道党委員長）

### 第7期党中央委員会第3回総会
第7期党中央委員会第3回総会は2018年4月20日に開催され、以下の3項目を議題とした。
1. 革命発展の新たな高い段階の要求に即して社会主義の建設をより力強く促すためのわが党の課題について
2. 科学教育事業において革命的転換をもたらすことについて
3. 組織問題について

総会では、以下の内容からなる、第1議題に関する決定書を採択した。
1. （2013年3月31日に開催された第6期党中央委員会第23回総会で決定された、）核開発と経済建設を並行して進める「並進路線」の終結と経済建設への注力
2. 総会翌日の4月21日から大陸間弾道ミサイル（ICBM）発射実験・核実験を中止
3. 核実験の中止を透明性あるものに裏付けるため、北部核実験場を廃棄

また、「組織問題」では、朝鮮人民軍を実質的に統括する軍総政治局長に就任した金正覚（元・人民武力部長）の地位を前任の総政治局長だった黄炳瑞（政治局常務委員）よりも1ランク低い政治局員止まりとし、政治局常務委員を1名減の4人体制で運営するなど、軍の力を抑制する党の方針を明確化した一方、金正恩の秘書室長役を務める国務委員会部長の金昌善（キム・チャンソン）を党中央委員に、祖国平和統一委員会委員長の李善権（リ・ソングォン）を党中央委員候補に選出するなど、目前に迫っていた南北首脳会談や米朝首脳会談に向けた融和ムードの演出にも余念がなかった。
総会で選出された党幹部は以下の通り。
- 政治局常務委員：黄炳瑞（軍総政治局長・政治局常務委員）の解任を確認。金正恩、金永南、崔龍海、朴奉珠の4名体制に移行[11]。
- 政治局員：金正覚[11]
- 中央委員（中央委員候補からの昇格）：申英哲、孫哲珠、張吉成、金成男
- 中央委員（補選）：キム・ジュンソン、金昌善、鄭英国、リ・ドゥソン
- 中央委員候補：李善権、ホン・ジョンドゥク、ソク・サンウォン、張吉龍、朴勲、コ・ギチョル、アン・ミョンゴン、コ・ミョンチョル、キム・ソンウク、ホン・マンホ、キム・チョルハ、キム・ヨング、キム・チョルリョン、金日国
- 党中央検査委員会委員：コ・チョルマン、チェ・ソングン

### 第7期党中央委員会第4回総会
第7期党中央委員会第4回総会は2019年4月10日に開催され、以下の3項目を議題とした。
1. 社会主義建設で自力更生の旗印をより高く掲げていくことについて
2. 最高人民会議第14期第1回会議に提出する国家指導機関構成案について
3. 組織問題

総会では、2月末にベトナム・ハノイで行われた米朝首脳会談が物別れに終わり、期待されていた北朝鮮への各種制裁が解除される見通しが経たない現状を打開するため、（外国に依存しない）自力更生による経済建設を推し進めると金正恩が宣言し、決定書として採択した。
このほか、最高人民会議第14期第1回会議に提出する、国務委員会・最高人民会議および最高人民会議常任委員会・内閣をはじめとする国家指導機関構成案と組織問題に関する決定を採択した。
総会で選出された党幹部は以下の通り。
- 政治局常務委員：金永南が退任[17]。金正恩、崔竜海、朴奉珠の3名体制に移行。
- 政治局員：金才龍、李万建、崔輝、朴太徳、金秀吉、太亨徹、鄭京擇
- 政治局員候補：金与正を解任[18][19]。趙甬元、金徳訓、李龍男、朴正男、李煕用、趙春龍を任命。
- 党中央委員会副委員長：朴奉珠、李万建
- 党中央軍事委員会委員：金才龍、李万建、太宗秀、キム・チョグク
- 党中央委員会部長：李万建、張金哲、金東日
- 党中央委員会第一副部長：趙甬元、キム・チョグク、金勇帥
- 道党委員長：姜峯訓（慈江道党委員長）、朴昌虎（黄海北道党委員長）、李哲萬（黄海南道党委員長）、金賛三（南浦市党委員長）

総会で承認された国家指導機関構成案は以下の通り。
- 国務委員会

- 国務委員会委員長：金正恩
- 国務委員会第一副委員長：崔竜海
- 国務委員会副委員長：朴奉珠
- 国務委員会委員：金才龍、李万建、李洙墉、金英哲、太宗秀、李容浩、金秀吉、努光鉄、鄭京擇、崔富一、崔善姫

- 最高人民会議および最高人民会議常任委員会

- 最高人民会議執行部

- 最高人民会議議長：朴泰成
- 最高人民会議副議長：朴鉄民
- 最高人民会議書記長：朴錦煕

- 最高人民会議常任委員会

- 最高人民会議常任委員会委員長：崔竜海
- 最高人民会議常任委員会副委員長：太亨徹、金永大
- 最高人民会議常任委員会書記長：鄭栄国
- 最高人民会議常任委員会委員：金英哲、金能五、康智英、朱英吉、金昌葉、張春実、朴明哲、李明哲、康寿麟、康明哲、李哲

- 内閣

- 内閣総理：金才龍

### 第7期党中央委員会第5回総会
第7期党中央委員会第5回総会は2019年12月28日から12月31日までの会期で、平壌の朝鮮労働党中央委員会本部庁舎で開催され、以下の4項目を議題とした。
1. 醸成された対内外形勢の下でわれわれの当面の闘争方向について
2. 組織問題について
3. 党中央委員会のスローガン集を修正、補充することについて
4. 朝鮮労働党創立75周年を盛大に記念することについて

総会が数日にわたって開催されたのは、金日成時代の1990年1月に開催された第6期党中央委員会第17回総会以来29年ぶりとなった。
総会では、2018年4月に開催された第7期党中央委員会第3回総会で決定していた大陸間弾道ミサイル（ICBM）発射実験・核実験の中止措置について、金正恩が行った報告の中で「公約にわれわれがこれ以上一方的に縛られている根拠がなくなった。（中略）世界は遠からず、朝鮮民主主義人民共和国が保有することになる新しい戦略兵器を目撃することになるであろう」と発言したとして、中止措置を事実上撤回することを決定した。
このほか、金正恩は報告の中で、非核化を巡る米朝交渉の停滞や北朝鮮への各種制裁が一向に解除されない現状について、「経済建設に有利な対外環境が切実に必要」と、経済建設には外交の好転が不可欠なことを認めたものの、「尊厳を売り渡すことはできない」として国民に制裁に耐え抜くよう求め、「制裁圧迫を無力化させ、社会主義建設の新たな活路を切り開くための『正面突破戦』を強行する」と宣言した。
また、総会では「組織問題」と「党中央委員会のスローガン集の修正、補充」、「朝鮮労働党創立75周年を盛大に記念することについて」の決定書を採択した。
このうち、「組織問題」に関連して、金正恩の妹で宣伝扇動部第一副部長だった金与正が組織指導部第一副部長に異動し、金正恩の後継者に内定したとの見方が2020年2月以降報じられるようになった。
総会で選出された党幹部は以下の通り。
- 政治局常務委員：変動なし[注釈 6]
- 政治局員：李日煥、李炳哲、金徳訓
- 政治局員候補：金正官、朴正天、金衡俊、許哲万、李虎林、金日哲
- 党中央委員会副委員長：朴光浩、李洙墉、金平海、太宗秀、安正秀を解任。李日煥、金衡俊、李炳哲、金徳訓を任命[40]。
- 党中央委員（中央委員候補からの昇格）：金衡俊、韓光相、姜宗官、金光哲、金京準、楊勝虎、クァク・チャンシク、パク・クァンジュ、パク・ミョンス、李逢春、松碩元
- 党中央委員（直接補欠選挙）：許哲万、李虎林、呉日晶、金栄歓、金日哲、金正浩、孫英勲、林光日、崔相建
- 党中央委員候補：チャン・グァンミョン、チョン・ヒョンチョル、シム・ホンビン、李泰日、チェ・グァンイル、リ・ワンシク、リ・ヨンチョル、チェ・チュンギル、キム・ハクチョル、キム・チョル、朴正根、全学哲、チョ・ヨンドク、シン・ヨンチョル、金承進、ムン・ジョンウン、リ・ジョンギル、チェ・ソンナム、チョン・ヒョンギル、カン・ソン、キム・ヨンベ、キム・ギリョン、申紅哲、キム・ヨンナム
- 党中央検閲委員会委員長：李象元
- 党中央委員会部長：李日煥、金衡俊、崔輝、李炳哲、金徳訓、崔富一、許哲万、李虎林、韓光相、呉日晶
- 党中央委員会第一副部長：金東日、李永吉、金与正[注釈 7]、李英植
- 道党委員長：金栄歓（両江道党委員長）

この総会では本来なら憲法の規定で最高人民会議及び国務委員会で選出されることになっている国家機関の幹部の任免が行われ、以下の幹部が任命された。
- 内閣副総理兼国家計画委員長：金日哲
- 石炭工業相：全学哲
- 文化相：全明植
- 国家科学院院長：金承進

### 第7期党中央委員会第6回総会
第7期党中央委員会第6回総会は2020年8月19日に平壌の朝鮮労働党中央委員会本部庁舎で開催され、以下の内容を討議した。
1. 党を組織的・思想的にいっそう強化するために朝鮮労働党第8回大会を招集することに関する問題

金正恩は総会での報告で「新たな国家経済発展5カ年計画を党大会で提示する」と述べ、2016年の第7回党大会で決定した国家経済発展5カ年計画が未達成に終わったことを認めた。なお、同計画は2020年10月の党創建75周年までの目標達成を目指してきたが、国際社会の対北朝鮮制裁や新型コロナウイルス対策による国境封鎖や水害が経済を直撃し、計画達成が絶望的になっていた。
この後、総会では第8回朝鮮労働党党大会を2021年1月に開催することを決定した。

## 中央委員会総会以外の各種会議で行われた人事・決定など

### 政治局

#### 2017年9月政治局常務委員会会議
2017年9月3日午前に開催された政治局常務委員会会議では、「現国際政治情勢と朝鮮半島に醸成された軍事的緊張状態」を分析、評価したほか、「核兵器研究所が行った核の兵器化研究事業の実態に関する報告」を聴取。
第7回党大会で提示した国家核武力完成の完結段階の目標を達成するための一環として大陸間弾道ロケット装着用水爆の実験を行う問題を討議し、「国家核武力完成の完結段階の目標を達成するための一環として大陸間弾道ロケット装着用水爆の実験を行うことについて」と題した決定書を採択し、決定書への金正恩の親筆署名を経て6回目の核実験が強行された。
朝鮮中央通信の報道によると、政治局常務委員会会議では、「米国と敵対勢力の悪辣な反共和国（北朝鮮）制裁策動を牽制し、第7回党大会が提示した部門別闘争課題を成功裏に執行させるための具体的な方途と対策が討議された」としている。

#### 2018年4月政治局会議
2018年4月9日に党中央委員会本部庁舎で政治局会議が開催され、以下の項目が討議された。
1. チュチェ106(2017)年国家予算執行状況とチュチェ107(2018)年国家予算について
2. 最近の朝鮮半島の情勢発展に対する金正恩の報告

朝鮮中央通信の報道によると、金正恩は南北首脳会談の実施を報告したほか、「当面の北南関係の発展方向と朝米対話の展望」を深く分析して評価し、「今後の国際関係の方針と対応方向など、わが党が堅持すべき戦略・戦術的問題」を提示した。また、党中央委員会政治局メンバーの最近の活動状況を具体的に指摘し、革命の指揮メンバーとしての責任と役割をより立派に果たしていくことを強調したほか、わが国家の全ての部門、全ての単位で自力更生の革命的旗印を恒久的に堅持し、自らの技術力量と経済的潜在力を総動員して国家経済発展5カ年戦略遂行の3年目である今年の闘争課題を必ず遂行することによって、経済部門の全般において活性化の突破口を開くことについて語ったと報じられている。

#### 2019年4月政治局拡大会議
2019年4月9日午後に党中央委員会本部庁舎で開催された政治局拡大会議では、以下の項目が討議された。
1. チュチェ107(2018)年国家予算執行状況とチュチェ108(2019)年国家予算について
2. 党中央委員会第7期第4回総会の招集について
3. 党中央委員会と政府、道党幹部の活動に関する資料通報

朝鮮中央通信の報道によると、金正恩は「党中央委員会の各部署と内閣の活動実態を分析し、政治局メンバーと政府、地方党活動家の活動と生活で現れた長所と短所を指摘」したほか、「党および国家的に早急に解決し、対策を取るべき問題について深刻に分析し、こんにちの緊張した情勢に対処して幹部たちが革命と建設に対する主人らしい態度を持って高度の責任性と創意性、自力更生、刻苦奮闘の革命精神を強く発揮して、わが党の新たな戦略的路線を貫徹していくことについて強調」した。また、「党中央委員会の基本部署が党政策的指導で主眼をしっかりとらえて全ての活動を責任をもって、積極的に、創造的に企画、展開していき、革命発展の要請に即して自分の機能と役割を全面的に高めて党活動において新たな転換をもたらしていくことに言及し、幹部たちの中で慢性的な形式主義、要領主義、主観主義、保身主義、敗北主義と党の権柄、官僚主義をはじめ、あらゆる否定的現象を徹底的に根絶して党の路線と政策を執行し、貫徹するために奮励努力するとともに、真の人民の忠僕としての自分の革命的本分を全うすることについて強調」したと報じられている。

#### 2020年2月政治局拡大会議
2020年2月27日に開催された政治局拡大会議では、「党中央委員会の幹部と党幹部養成機関の活動家の中で発露した非党的行為と権勢、特権、官僚主義、不正腐敗行為」があったとして、党副委員長の李万建と朴太徳を現職から解任し、「不正腐敗現象を発露させた党幹部養成拠点の党委員会を解散し、当該の処罰を適用することに関する決定」を採択したほか、新型コロナウイルスの世界的な感染拡大を受けて、「『国家的な超特急防疫措置』をより徹底的に講じて厳格に実施するうえで提起される問題」に対する討議が行われた。
また、「人民の生活上の便利を最優先視するわが党の建設政策の要求に即して、平壌市と地方の住宅建設を促すための対策的問題」と「組織問題」についても討議が行われた。
政治局拡大会議で決定した党幹部の人事は以下の通り。
- 党中央委員会副委員長：李万建（組織指導部長）、朴太徳（農業部長）を解任。
- 道党委員長：金栄歓（平壌市党委員長）、リ・テイル（両江道党委員長）、チャン・ヨンロク（開城市党委員長）

#### 2020年4月政治局会議
2020年4月11日に党中央委員会本部庁舎で政治局会議が開催され、以下の項目が討議された。
1. 世界的な大流行伝染病（新型コロナウイルス）に対処してわが人民の生命安全を保護するための国家的対策をいっそう徹底的に立てることについて
2. チュチェ108(2019)年国家予算執行状況とチュチェ109(2020)年国家予算について
3. 最高人民会議第14期第3回会議に提出する幹部問題について
4. 組織問題について

政治局会議では新型コロナウイルスの感染拡大について、「ウイルス感染の危険が短期間に解消されるのは不可能であり、したがってこのような環境はわれわれの闘争と前進にも一定の障害をきたす条件になりうる」との分析がなされた。そして、「国家的な対策」を引き続き厳格に実施することが報告されたほか、『国家的な非常防疫活動を引き続き強化するとともに、今年の経済建設と国防力強化、人民生活安定のための具体的な目標と党、政権機関、勤労者団体、武力機関をはじめ、各部門、各単位の闘争課題と方途』を明示した党中央委員会・国務委員会・内閣の共同決定書「世界的な大流行伝染病に対処してわが人民の生命安全を保護するための国家的対策をいっそう徹底的に立てるために」が採択された。
また、4月12日開催の最高人民会議第14期第3回会議に議案「チュチェ108(2019)年国家予算執行状況とチュチェ109(2020)年国家予算について」及び「最高人民会議第14期第3回会議に提出する幹部問題について」を提出することを決定したほか、「組織問題」や「国防力強化事業」の目標、2003年以来17年ぶりとなる公債の発行などについても討議が行われた。
政治局会議で決定した党幹部の人事は以下の通り。
- 政治局員：朴正天
- 政治局員候補：李善権、金与正[注釈 15]
- 党中央委員（中央委員候補からの昇格）：李泰日、李善権、全学哲、キム・チョル
- 党中央委員（党中央検査委員会委員からの補欠選挙）：朴明順
- 党中央委員候補：金正南、李成鶴、全明植、シン・チャンイル、チャン・ヨンロク、キム・スンチョル
- 党中央検査委員会委員：パク・ヨンジン
- 党中央委員会検閲委員会委員：リ・ギョンチョル、ウォン・ヒョンギル

#### 2020年6月政治局会議（第7期第13回政治局会議）
2020年6月7日に第7期第13回政治局会議として開催され、以下の項目が討議された。
1. 国の化学工業を将来を見通して発展させる上で提起される当面の幾つかの問題
2. 首都（平壌）市民の生活保障における当面の問題
3. 現行の党活動で提起される一連の規約上の問題を一部修正し、党規約改正案に反映することに対する意見
4. 組織問題について

政治局会議で金正恩は化学工業を柱とする経済の自立と平壌市民の生活保障に関する演説を行った。また、党規約の一部修正が承認されたほか、組織問題（党幹部の人事異動）を討議した。
政治局会議で決定した党幹部の人事は以下の通り。
- 政治局員候補：金栄歓
- 党中央委員（中央委員候補からの昇格）：高吉先、金正南、宋永健
- 党中央委員（補欠選挙）：リ・ジェナム、クォン・テヨン、権英進
- 党中央委員候補：リム・ヨンチョル、康日燮、シン・インヨン、リ・ギョンチョン、キム・ジュサム、キム・ジョンチョル、チェ・グァンジュン、ヤン・ミョンチョル、キム・ヨンチョル、パク・マンホ

#### 2020年7月政治局拡大会議（第7期第14回政治局拡大会議）
2020年7月2日に第7期第14回政治局拡大会議として開催され、以下の項目が討議された。
1. 悪疫（新型コロナウイルス）を防ぐための6カ月間の活動状況を総括し、国家非常防疫活動を強化して現在の防疫形勢をより強固にするための問題
2. 平壌総合病院の建設を促し、医療サービスのための人的および物質的・技術的保障対策を立てることに関する問題

政治局拡大会議で行った演説の中で金正恩は「新型コロナウイルスの国内への流入を徹底して防ぎ、安定した防疫態勢を維持できている。誇らしい成果を挙げているが、周辺の国々で再拡大が続いている。拙速な防疫措置の緩和は、取り返しのつかない致命的な危機を招くことになる」と述べ、対策をさらに強化するよう指示し、周辺国との間で、人の往来や物資の移動制限を続けることを示唆した。
一方で、金正恩は「非常防疫活動が長期性を帯びることで、活動家の間で次第に蔓延している放心と傍観、慢性化した傾向と非常防疫規律違反傾向について厳しく批判し、早まった防疫措置の緩和は想像することも、挽回することもできない致命的な危機を招くことになると重ねて警告し、各部門、各単位がこんにちの防疫形勢がよいと自己満足、陶酔して緊張性を緩めることなく伝染病流入の危険性が完全に消失する時まで非常防疫活動をいっそう強化しなければならないと強調した」としている。
また、平壌総合病院の建設に関する討議の中で金正恩は「平壌総合病院建設者の非常な精神力と献身的な努力によって、困難で不利な条件を果敢に克服し、建築工事が日程計画通りに頑強に推進されていることに満足の意を表し、平壌総合病院を人民に実際に最上級の先進的な医療サービスを行えるように世界的水準に立派に完工する上での早急な対策を取るための国家的な強力な措置を取り、施工部門、資材供給部門、運営準備部門に提起される具体的な課題を提示した。」と報じられたが、建設現場では病院建設工事に動員された朝鮮人民軍の兵士19人が死亡したり、脱走兵が続出しているとの報道もある。
なお、この拡大会議では「組織問題（党幹部の人事）」は議題として扱われていないが、デイリーNKジャパンは7月8日に配信した記事で北朝鮮の内部情報筋からの情報として、金与正が拡大会議に政治局員として参加していたと報じている。

#### 2020年7月政治局非常拡大会議
2020年7月25日に党中央委員会本部庁舎で政治局非常拡大会議として開催された。
朝鮮中央通信によると、3年前に韓国へ脱出後、7月19日、違法に軍事境界線を越えて北朝鮮南西部の開城に戻った人物が新型コロナウイルスに感染した疑いがあることが判明したこと、金正恩が政治局非常拡大会議で開城を7月24日午後から完全封鎖（ロックダウン、都市封鎖）する措置を取ったと報告したことが報じられた。
また、金正恩が「現在の事態に対処して当該地域に非常事態を宣布し、国家非常防疫システムを最大非常体制に移行させ、特級警報を発令することに関する党中央の決心を宣明」し、「党および勤労者団体組織、政権機関、社会安全、保衛機関、防疫および保健医療機関が差し当たり遂行すべき部門別課題を提起」したこと、政治局非常拡大会議で、「国家非常防疫システムを最大非常体制に移行させることに関する党中央委員会政治局の決定書」が全員一致で採択されたこと、脱北事件を許した前線部隊のずさんな警戒態勢が党中央軍事委員会から報告され、厳重な処罰を適用することについての議論が行われたことも発表された。

#### 2020年8月政治局会議（第7期第16回政治局会議）
2020年8月13日に党中央委員会本部庁舎で第7期第16回政治局会議として開催され、以下の項目を討議・協議した。
1. 全力を集中して水害を早く克服し、人民に安定した生活を保障することに関する問題
2. 世界的な保健危機状況の要求に即して国家非常防疫システムをいっそう厳格に維持し、整然とした防疫活動指揮システムを完備することに関する問題
3. 開城市など前線地域の封鎖を解除することに関する問題
4. 党中央委員会に新設部署を設けることに関する問題
5. 党創立75周年を盛大に記念するための国家行事準備状況の点検と当該の対策の研究・協議
6. 組織問題

政治局会議では、「最近の災害性豪雨と大水によって発生した被害状況に関する資料通報」が行われ、『雨期の間、江原道の金化郡、鉄原郡、淮陽郡、昌道郡、黄海北道の銀波郡、長豊郡、黄海南道、開城市などで3万9296ヘクタール分の農作物が被害を受けたほか、家屋1万6680余世帯と公共施設630余棟が被災し、多くの道路と橋梁・鉄道が寸断されたほか、発電所のダムが崩壊するなど、人民経済の複数の部門』で「深刻な被害を受け、被害状況が深刻な地域の住民が疎開地で生活しながら、大きな生活上の苦痛をなめている」として、大雨災害の被害状況を公表した。
朝鮮中央通信の報道によると、金正恩は「今、わが国家は世界保健危機状況に徹底的に備えるための防疫戦を力強く繰り広げるとともに、予想外に押し寄せた自然災害という二つの挑戦と戦わなければならない難関に直面している」と指摘。続けて「党と政府はこの二つの危機を同時に克服するための正しい政策方向を提示し、立体的かつ攻勢的な闘いで洗練された指導力を発揮すべきだ。世界的な悪性ウイルスの拡大状況が悪化している現実は、水害に関連するいかなる外部的支援も許さず、国境をいっそう鉄桶のごとく閉じて防疫活動を厳格に行うことを求めている。被災地の住民と被害復旧に動員される人々の間で防疫規定に違反する傾向が絶対に現れないように教育活動をよく行わなければならない」と強調し、10月10日の党創建75周年を盛大に祝う方針も確認され、水害からの復旧も同日までに基本的に終えることを目指すとした党中央委員会政治局決定書と党中央委員会・党中央軍事委員会・国務委員会の共同命令書を示達することを金正恩が提議し、全会一致で採択された。
このほか、政治局会議では「最前線地域で発生した非常事件によって去る7月24日から実施されていた開城市をはじめとする前線地域の封鎖を専門防疫機関の科学的な検証と保証に従って解除する」と決定、金正恩は「この20余日間、前線地域の封鎖以降、依然として防疫形勢が安定的に維持、管理されていたことが実証され、隔離状態で生活上の不便を耐え抜き、朝鮮労働党と政府の措置に一心で従ってくれた封鎖地域の人民と、豪雨と蒸し暑さの中で地域封鎖任務を責任をもって遂行した軍人と安全員、保衛員、労農赤衛軍の隊員に党中央の名義で感謝を贈る」と発言した。
また、8月5日の政務局会議で決定していた「党中央委員会に新設部署を設けることに関する問題が審議・決定され、その職能と役割が提示された」と報じられたが、新設部署の内容については「党中央委員会政治局は、新たに設ける部署が国家と人民の尊厳と利益を守り、社会の政治的安定と秩序を頼もしく維持、保証し、われわれの階級的基盤、社会主義建設を鉄桶のごとく守っていくことに大きく寄与することになるとの確信を表明した」とされているのみで、名称や具体的な役割は明らかにされていない。
政治局会議では最後に「組織問題（党幹部の人事）」を審議、「党中央委員会政治局の提議によって、朝鮮民主主義人民共和国国務委員会の委員長（金正恩）は社会主義憲法が付与した権限に従って朝鮮民主主義人民共和国内閣総理を解任および任命した。」として、現職の金才龍を内閣総理から解任して副総理の金徳訓を後任に任命し、国務委員会政令によって公布された。
なお、政令では「国務委員会は内閣の経済組織事業の能力を分析、評価した」と言及しただけで金才龍の首相解任の理由を明示していないが、朝日新聞は韓国の専門家が「金才龍が大雨災害や新型コロナウイルスの影響による経済悪化の責任を問われたのではないか」とする見方を示したと報じた一方、東京新聞は「組織改編の一環の可能性がある」としており、評価が分かれている。
政治局会議で決定した党幹部・国家機関の人事は以下の通り。
- 政治局常務委員：金徳訓、李炳哲
- 政治局員：朴太徳[注釈 21]
- 党中央委員会副委員長：金才龍、朴太徳
- 党中央委員：朴太徳
- 党中央委員候補：朴明順、全光虎
- 党中央委員会部長：金才龍（組織行政部長）[103]、朴太徳、朴明順、全光虎、金勇帥
- 道党委員長：金賛三（咸鏡北道党委員長）、李在南（南浦市党委員長）
- 内閣総理：金才龍を解任、金徳訓を任命

#### 2020年8月政治局拡大会議（第7期第17回政治局拡大会議）
2020年8月25日に党中央委員会本部庁舎で第7期第17回政治局拡大会議として開催され、以下の項目を討議した。
1. 世界的な保健危機状況に備えた国家非常防疫態勢を点検し、防疫活動をいっそう改善、強化するための当該の問題
2. 悪性伝染病の流入を遮断するための国家的な非常防疫活動で現れている一連の欠点を厳しく評価し、早急に克服すべき対策的問題
3. 台風の被害防止に関する国家的な非常対策を徹底的に立てる問題

朝鮮中央通信の報道によると、金正恩は「『国家非常防疫活動で現れている一部の盲点』について資料をあげて通報し、防疫態勢を引き続き補完、維持して一連の欠点を根源的になくすための積極的な対策を全党的・全社会的に強力に立てることについて強調」したとしており、「政治局は、金正恩が提起した案件に対して当該の決定を採択した」としている。
このほか、政治局拡大会議では「8月26日から27日の間に黄海南道と平安南道、平安北道をはじめ、わが国の全般的地域が強い台風の影響を受ける見通しに関連して、台風の被害防止に関する国家的な非常対策を徹底的に立てる問題」として、台風8号対策を集中討議した。
「『台風による人命被害を徹底的に防ぎ、農作物の被害を最小限に食い止めるのは人民の運命に責任を持つ朝鮮労働党にとって瞬間も疎かにすることのできない重大な問題であり、一年の農作業の締めくくりを立派にできるかできないかという重要な事業である』と発言し、『各級党組織と人民政権機関、社会安全機関に提起される課題』を提起したほか、活動家と党員と勤労者に台風の被害防止の重要性と危機対応方法を正確に認識させるための宣伝攻勢を集中的にかけ、人民経済の全ての部門で台風の被害をあらかじめ防げるように即時の対策を講じることについて」金正恩が強調したことを受けて、政治局拡大会議では「金正恩の言葉を貫徹するための党中央委員会の指示文」を作成して下達することを決定したと朝鮮中央通信は報じている。

#### 2020年9月政治局会議（第7期第18回政治局会議）
2020年9月29日に党中央委員会本部庁舎で第7期第18回政治局会議として開催され、以下の項目を討議した。
1. 新型コロナウイルス対策
2. 台風・水害被害の復旧状況
3. 組織問題

会議では、新型コロナウイルス対策について「防疫部門での自己満足と放心、無責任さと緩慢さを徹底的に警戒し、われわれの方式、われわれの知恵で防疫対策をより徹底的に講じ、大衆的な防疫雰囲気、全人民的な自発的一致性をより高調させて、鉄のような防疫システムと秩序を確固と堅持することについて強調された」として、引き締めを図る方針を示した。
なお、会議では「組織問題（党幹部の人事）」が議題となったものの、詳細は公表されていない。

#### 2020年10月政治局会議（第7期第19回政治局会議）
2020年10月5日に党中央委員会本部庁舎で第7期第19回政治局会議として開催され、以下の項目を討議・決定した。
1. 全党、全国、全民が80日戦闘を力強く繰り広げて第8回党大会を輝かしく迎えることに関する問題
2. 朝鮮労働党創立75周年に際して党と軍隊の主要幹部に軍事称号を授与する決定

会議では、「（2021年1月開催予定の）第8回党大会まで残った期間は今年の年末戦闘期間であると同時に、第7回党大会が示した国家経済発展5カ年戦略遂行の最後の界線であるだけに、全党的、全国家的にもう一度総突撃戦を繰り広げなければならない。」と強調し、「党創立75周年を勝利と前進の大慶事として輝かし、その勢いをより高揚させて今年の闘いを誇らかに締めくくり、第8回党大会を高度の政治的熱意と勤労の成果で迎えるために、全党的、全国家的に年末まで80日戦闘を展開することに関する責任的で重大な決心を下した。」として、「80日戦闘」と呼ばれる国民総動員運動での労働ノルマの達成を国民に呼び掛ける『戦闘的スローガン』を制定し、全党の党組織と党員に党中央委員会の書簡を送ることを決定したほか、「党創立75周年に際して党と軍隊の主要幹部に『軍事称号（軍階級）』を授与する」とした『党中央委員会・党中央軍事委員会・国務委員会の共同決定』が採択され、党副委員長・政治局常務委員の李炳哲と朝鮮人民軍総参謀長の朴正天に朝鮮人民軍元帥称号が授与された。
政治局会議で決定した党・軍幹部への「軍事称号（軍階級）」授与の内容は以下の通り。
- 朝鮮人民軍元帥称号：李炳哲（党副委員長・政治局常務委員）、朴正天（朝鮮人民軍総参謀長）

#### 2020年11月政治局拡大会議（第7期第20回政治局拡大会議）
2020年11月15日に党中央委員会本部庁舎で第7期第20回政治局拡大会議として開催され、以下の項目を討議・決定した。
1. 世界的な保健危機が引き続き悪化する状況に備えて国家非常防疫システムをさらに補強することに関する問題
2. 教育機関と社会全般で現れている「非社会主義的行為」[注釈 22]を決定的に根絶するための問題

朝鮮中央通信の報道によると、金正恩は新型コロナウイルス対策を巡り、「『80日間戦闘』の基本戦線である非常防疫戦線をいっそう鉄桶のごとく強化するための党的・軍事的・経済的課題と方途」について発言したとしている。
このほか、平壌医科大学で「重大な形態の犯罪行為」が発生していたことを踏まえ、「重大な形態の犯罪行為を働いた平壌医科大学の党委員会と、（平壌医科大学の）犯罪を庇護、黙認、助長させた党中央委員会の当該部署、司法・検察、安全・保衛機関の無責任感と激甚な職務怠慢行為」が辛辣に批判されたとして、「各級党組織をもう一度覚醒させ、反党的・反人民的・反社会主義的行為を根絶するための全党的な闘争をさらに強化すべきだと指摘した」「社会・政治・経済・道徳生活の全般で社会主義的美風が徹底的に固守されるようにする」などとして、国内の引き締めを強化する姿勢を鮮明にした。

#### 2020年11月政治局拡大会議（第7期第21回政治局拡大会議）
2020年11月29日に党中央委員会本部庁舎で第7期第21回政治局拡大会議として開催され、以下の項目が討議された。
1. 党中央委員会の当該の部署機構を改編する問題、経済活動に対する党の指導を改善し、当面の経済課題執行のための重要問題

会議では第8回党大会の準備委員会から準備状況の報告が行われたほか、大会準備状況の報告を通じて、「一連の偏向」があったことが指摘された。また、経済指導機関が適切な指導を行えておらず、「『主観主義と形式主義を克服していない実態』について深刻に批判」したとしており、会議について報じたデイリーNKジャパンの記事（11月30日付け）では「大会に向けてなんらかの問題が生じていることがうかがえる。」と指摘している。

#### 2020年12月政治局会議（第7期第22回政治局会議）
2020年12月29日に党中央委員会本部庁舎で第7期第22回政治局会議として開催された。なお、会議の司会進行役は党副委員長・党組織行政部長の金才龍が担当した。
朝鮮中央通信の報道によると、会議では朝鮮労働党第8回大会の準備活動についての研究が行われたとして、党の各級組織代表会で選挙された代表者に対する資格審査を行って決定を下し、第8回党大会の執行部と幹部壇、書記部の構成案、党大会の議定に応じた日程を討議、確定し、党大会に提起する文書についての審議を行い、第8回党大会を2021年1月初旬に開会することに関する決定を採択したほか、第8回党大会に上程する一連の重大な問題について深く研究、討議し、当該の決定を採択した、としている。

### 政務局（旧・書記局）

#### 2020年8月政務局会議（第7期第4回政務局会議）
2020年8月5日に第7期第4回政務局会議として開催された。
2016年の第7回党大会で新設された政務局（旧・書記局）は、党中央委の各部門を担当する副委員長を中心に構成されているが、会議が公開されるのは今回が初めてである。
会議では以下の項目が討議された。
1. 党中央委員会に新しい部署を設けることに関する機構問題を検討、審議し、党内の対幹部活動体系を画期的に改善するための方途上の問題についての研究、協議[注釈 26]
2. 政府機関の主要職制の幹部の活動状況の評価と、当該対策の合意
3. 国家最大非常体制の要求に従って完全封鎖された開城市の防疫状況と実態報告書の了解（承認）
4. 封鎖地域の人民の生活を安定させるために食糧と生活保障金を党中央が特別支援する問題
5. 党内活動において提起される実務的問題

朝鮮中央通信の報道によると、金正恩は「会議で討議された問題を結論しながら、党中央委員会政務局のメンバーが限りない責任感と献身性を発揮して担当した部門の活動を抜本的に改善し、党中央の決定を忠実に実行するための正しい活動方向と中心を維持し、手配を綿密に行って全ての活動を党中央の思想と方針の要求に即して革命的に策定、展開することについて強調した」としている。

#### 2020年8月政務局会議（第7期第5回政務局会議）
2020年8月25日に第7期第5回政務局会議として、第7期第17回政治局拡大会議に引き続いて開催された。
会議では以下の項目について討議し、決定書を採択した。
1. 朝鮮労働党第8回大会を招集することに関する党中央委員会第7期第6回総会の決定を貫徹する上で提起される実務的問題
2. 朝鮮労働党第8回大会の成功裏の開催のための準備委員会の組織と、活動体系と分科、グループの活動分担の確定

#### 2020年9月政務局拡大会議
2020年9月5日に開催された。
政務局拡大会議は金正恩の出席の下、咸鏡南道の台風9号の被災地で開催され、咸鏡南道と咸鏡北道の沿岸の地域で住宅1000棟余りが損壊し、公共の建物や農地が浸水する被害が出たことが報告されたほか、朝鮮労働党咸鏡南道委員会委員長の金成日を解任し、党中央委員会組織指導部副部長の李正男を新たに咸鏡南道党委員会委員長に任命する決定などを採択した。
また、政務局拡大会議での決定を受けて、金正恩は平壌の全党員に向けた公開書簡を発表し、1万2000人の中核党員を「最精鋭首都党員師団」として咸鏡南道と咸鏡北道の被災地に派遣するよう指示した。
政務局拡大会議で決定した党幹部の人事は以下の通り。
- 道党委員長：金成日（咸鏡南道党委員長）を解任、党中央委員会組織指導部副部長の李正男を後任として任命